# Dancing Shoes
Dancing Shoes este cel de-al treilea album din cariera cântăreței de origine suedeză Petra Marklund.

## Istorie
La data de 20 iunie a anului 2007, September lansa în avans un single, intitulat Can't Get Over. În luna septembrie a aceluiași an a început comercializarea noului album discografic al artistei, numit Dancing Shoes. Acesta reprezintă cel de-al treilea album din cariera sa. Melodiile incluse pe el au fost scrise de Jonas Von Der Burg, Anoo Bhagavan și Niclas Von Der Burg și urmează stilul dance, pop adoptat de către Marklund de-a lungul carierei sale. Cele treisprezece piese incluse pe album au textele axate mult mai mult pe tema dragostei decât produsele precedente ale cântăreței, iar în ciuda subiectelor mature ale melodiilor, acestea sunt foarte ritmate. Despre album Marklund a declarat "Dancing Shoes" este probabil un pic mai entuziast decât "In Orbit". Am fost mult mai deschisă cu privire la viziunea asupra albumului, așa au fost și ceilalți [producătorii albumului]. Vorbind în numele grupului creatorilor albumului, September a mai menționat: De această dată am încercat să facem fiecare melodie diferită într-un fel unic."
Deși casa de înregistrări Catchy Tunes a anunțat că noul produs va fi comercializat pe plan mondial, acest lucru nu s-a întâmplat, Petra Marklund decizând să lanseze separat o compilație în Statele Unite ale Americii.
Dancing Shoes reprezintă cel mai comercializat album al cântăreței până în prezent, reușind să obțină poziții bune în topurile celor mai bine vândute albume din Spania (#12) și Polonia (#19).
Pentru producerea albumului, Petra Marklund a obținut trei nominalizări importante: la gala MTV Europe Music Awards la categoria "Cel mai bun act suedez", la p3Guld la categoria "Cea mai bună artistă", iar la premiile Grammis o nominalizare pentru "Cel mai bun album Dance/Hip hop/Soul".
Pentru a promova albumul, September a început un nou turneu european, compus din mai multe serii de concerte dispuse în câteva țări. În România, cântăreața a susținut opt concerte în orașele mari ale țării.
Pe data de 1 septembrie a anului 2007, September a participat în cadrul festivalului Sopot, din Polonia, reprezentând Suedia, iar rivalii săi au fost Sophie Ellis-Bextor, Thierry Amiel, The Cloud Room și Monrose. Petra a câștigat poziția a treia în topul preferințelor telespectatorilor. După participarea sa la acest festival, Marklund a obținut o popularitate neașteptată, albumul Dancing Shoes vânzându-se rapid în peste 10,000 de exemplare și obținând discul de aur în țara gazdă a festivalului, Polonia.
Din totalul de treisprezece piese incluse pe album, două au fost extrase pe single: Can't Get Over și Until I Die. Cel de-al treilea single, Because I Love You, a fost lansat în 2008.
September a colaborat cu producătorul de origine germană Schiller pentru a produce melodia "Breathe", inclusă pe albumul germanului, intitulat "Sehnsucht".

## Extrase pe single

#### Can't Get Over
Primul single extras de pe albumul Dancing Shoes a avut lansarea oficială în Suedia la data de 20 iunie a anului 2007. În luna noiembrie a aceluiași an, September a început comercializarea celui de-al șaptelea EP din cariera sa, care poartă numele single-ului Can't Get Over. Pe acesta au fost incluse patru versiuni diferite ale melodiei Can't Get Over: cea originală, una extisă și două remix-uri Disco ale melodiei.
Muzica și textul melodiei au fost produse de Jonas von der Burg, Anoo Bhagavan și Niclas von der Burg, compozitori care au creat toate materialele discografice ale Petrei Marklund până în prezent. Textul piesei vorbește despre viața monotonă pe care o duc oamenii și despre faptul că nu toți sunt capabili să facă o schimbare în viață. Fanii cântăreței au apreciat atât textul cât și partea instrumentală a piesei.
Melodia Can't Get Over a fost difuzată intens în cadrul posturilor radio din Scandinavia, din această cauză reușind să intre în topurile celor mai difuzate piese din regiune: Suedia (#5), Finlanda (#10). În prezent, single-ul deține poziția cu numărul 1281 în topul celor mai bune melodii din istoria Swedish Charts. În România, melodia a obținut locul cu numărul 33 în topul celor mai difuzate piese la radio. În Billboard Hot Dance Airplay, Can't Get Over a ocupat locul 12, în Polonia 7, iar în Olanda doar 88.
Videoclipul filmat pentru această melodie surprinde povestea unui cuplu care, conform textului melodiei au parte de schimbări în viață. Petra Marklund este surprinsă cântând, fiind înconjurată de diferite efecte computerizate. Clipul a fost difuzat în unele părți ale Europei pentru o mai bună promovare. Precum unele single-uri ale artistei și acesta a beneficiat de un al doilea videoclip neoficial, compus dintr-o înregistrare live, în varianta acustică a melodiei.

#### Until I Die
La data de 7 noiembrie a anului 2007 a fost extras cel de-al doilea single de pe albumul Dancing Shoes, intitulat Until I Die. La aceeași dată a fost lansat și cel de-al optulea EP din cariera Petrei Marklund. Acesta conține patru versiuni ale melodiei Until I Die: cea originală, una extinsă și două remix-uri. Fiind compus de Jonas von der Burg, Anoo Bhagavan și Niclas von der Burg, textul melodiei vorbește despre sentimentele ce trebuie să apară într-o relație și cum ar trebui abordată o relație.
Melodia a devenit un hit în țara natală a cântăreței, Suedia, unde a câștigat poziția cu numărul cinci în topul celor mai difuzate piese la radio, devenind astfel una dintre cele mai bine clasate piese în această țară a Petrei Marklund. În prezent, Until I Die ocupă poziția cu numărul 4048 în topul celor mai bune melodii din istoria Swedish Charts În Polonia, țară în care September este foarte populară, melodia a ajuns până pe locul șase în topuri. Aceași poziție a fost ocupată și în Finlanda. În România, Until I Die a urcat până pe locul cu numărul 29 până în prezent.
Videoclipul filmat pentru acest single o surprinde pe Petra Marklund cântând melodia într-o lume ireală, creată cu ajutorul efectelor computerizate. Pentru a promova melodia, September a interpretat-o live în cadrul premiilor Rockbjörnen din Stockholm, Suedia, pe data de 25 ianuarie a anului 2008.

## Lista melodiilor
| #     | Titlul                       | Durata |
| ----- | ---------------------------- | ------ |
| 1.    | Candy Love                   | 2:50   |
| 2.    | Until I Die                  | 3:47   |
| 3.    | My Neighbourhood             | 3:08   |
| 4.    | Can't Get Over (Single Edit) | 3:06   |
| 5.    | Because I Love You           | 3:17   |
| 6.    | Taboo                        | 3:47   |
| 7.    | Follow Me                    | 3:35   |
| 8.    | R.I.P.                       | 3:52   |
| 9.    | Start It Up                  | 3:08   |
| 10.   | Just an Illusion             | 3:45   |
| 11.   | Sad Song                     | 3:00   |
| 12.   | Freaking Out                 | 3:29   |
| 13.   | Cry For You (Single Edit)    | 3:00   |
| Video |                              |        |
| 1.    | Can't Get Over               | 3:13   |
| 2.    | Cry For You                  | 3:30   |